# Бег (пьеса)
«Бег» — пьеса Михаила Булгакова, написанная в 1926—1927 годах.

## Сюжет
Пьеса состоит из 4 действий, 8 снов.
Действие пьесы разворачивается во время Гражданской войны в России, когда остатки белой армии отчаянно сопротивляются красным на Крымском перешейке. Здесь тесно переплетаются судьбы беззащитной Серафимы Корзухиной, брошенной на произвол судьбы мужем, самого Корзухина, приват-доцента Голубкова, влюблённого в Серафиму, белого генерала Чарноты, командующего фронтом белых, жестокого и несчастного Романа Хлудова, и многих других героев.
Показана Крымская эвакуация.

## История написания
Работать над пьесой Булгаков начал в 1926 году. Для сюжета автором использовались воспоминания об эмиграции его второй жены Л. Е. Белозерской, — она вместе со своим первым мужем бежала в Константинополь, жила в Марселе, Париже и Берлине.
Также использовались воспоминания белого генерала Я. А. Слащева.
В апреле 1927 года Булгаков заключил договор со МХАТом, на написание пьесы «Рыцарь Серафимы» (рабочее название пьесы, также известен вариант названия «Изгои»). Согласно условиям договора Булгаков должен был закончить пьесу не позднее 20 августа 1927 года. По сути Булгаков таким образом отрабатывал аванс, полученный месяцем ранее за постановку запрещённого цензурой «Собачьего сердца». Рукопись материалов «Рыцаря Серафимы» (или «Изгоев») не сохранилась, скорее всего пьеса была сырая и использовалась только для отчётности бухгалтерии театра.

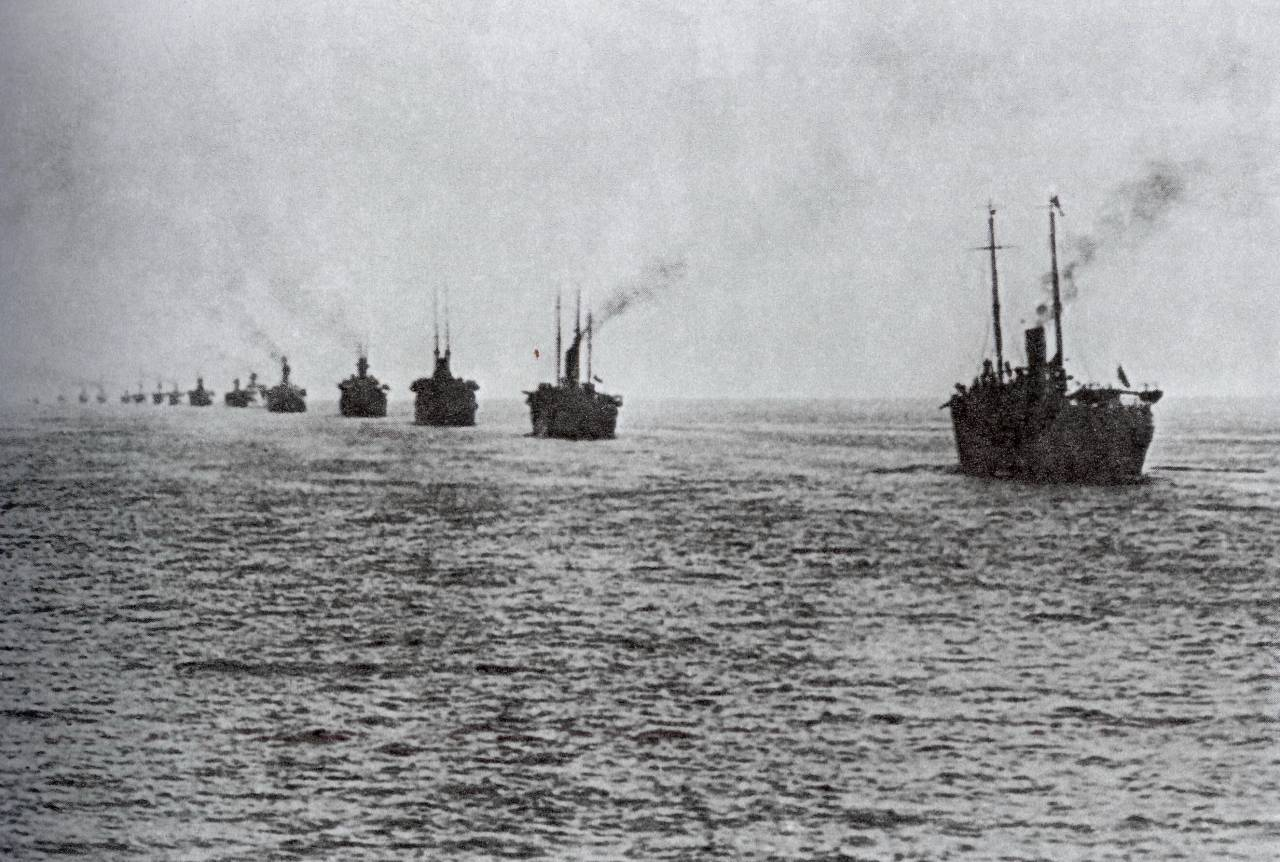
Эвакуация Русской Армии из Крыма, описанная в произведении

1 января 1928 года автором был заключён договор с МХАТом на написание пьесы под названием «Бег» и уже 16 марта 1928 года пьеса была передана заказчику. Из-за цензуры пьеса при жизни автора не ставилась (была раскритикована лично И. Сталиным как «попытка оправдать белое движение»), хотя постановка была близка к реализации благодаря заступничеству Максима Горького.

## Герои и прототипы
- Серафима Владимировна Корзухина — молодая петербургская дама (прототипы — литератор Евдоксия Никитина, редактор Любовь Белозерская).
- Сергей Павлович Голубков — приват-доцент Петербургского университета, сын профессора-идеалиста из Петербурга (прототипы — журналист Илья Василевский, религиозный философ Сергей Булгаков).
- Африкан — архиепископ Симферопольский и Карасубазарский, архипастырь именитого воинства, он же химик Махров (прототип — митрополит Вениамин (Федченков), глава церкви Русской армии).
- Паисий — монах.
- Дряхлый игумен.
- Баев — командир полка в Конармии Будённого.
- Будёновец.
- Григорий Лукьянович Чарнота — запорожец по происхождению, кавалерист, генерал-майор в армии белых (прототипы — генерал-лейтенант Бронислав Чернота-де-Бояры-Боярский, генерал-лейтенант Сергей Улагай, генерал-лейтенант Яков Слащёв-Крымский)[2].
- Барабанчикова — дама, существующая исключительно в воображении генерала Чарноты.
- Люська — походная жена генерала Чарноты (прототип — Нина Нечволодова («юнкер Нечволодов»), походная жена Якова Слащёва).
- Крапилин — вестовой Чарноты, человек, погибший из-за своего красноречия.
- Де Бризар — командир гусарского полка у белых.
- Роман Валерьянович Хлудов — генерал-лейтенант (прототип — генерал-лейтенант Яков Слащёв-Крымский)[2].
- Голован — есаул, адъютант Хлудова.
- Комендант станции.
- Начальник станции.
- Николаевна — жена начальника станции.
- Олька — дочь начальника станции, 4-х лет.
- Парамон Ильич Корзухин — муж Серафимы, товарищ министра торговли Крыма (прототипы — министр Временного правительства Алексей Никитин, предприниматель Владимир Крымов).
- Тихий — начальник контрразведки.
- Скунский, Гурин — служащие в контрразведке.
- Белый главнокомандующий (прототип — барон Пётр Врангель).
- Личико в кассе.
- Артур Артурович — тараканий царь.
- Фигура в котелке и в интендантских погонах.
- Турчанка, любящая мать.
- Проститутка-красавица.
- Грек-донжуан.
- Антуан Грищенко — лакей Корзухина.
- Монахи, белые штабные офицеры, конвойные казаки Белого главнокомандующего, контрразведчики, казаки в бурках, английские, французские и итальянские моряки, турецкие и итальянские полицейские, мальчишки турки и греки, армянские и греческие головы в окнах, толпа в Константинополе.

## Критика

### Максим Горький о пьесе
Когда «Бег» готовился к постановке в Художественном театре в 1928 году, М. Горький назвал пьесу «превосходной» и сказал следующее:
Твёрдо убеждён, «Бегу» в постановке МХАТа предстоит триумф, анафемский успех

### Сталин о пьесе
«Бег» есть проявление попытки вызвать жалость, если не симпатию, к некоторым слоям антисоветской эмигрантщины, — стало быть, попытка оправдать или полуоправдать белогвардейское дело. «Бег», в том виде, в каком он есть, представляет антисоветское явление.
Впрочем, я бы не имел ничего против постановки «Бега», если бы Булгаков прибавил к своим восьми снам ещё один или два сна, где бы он изобразил внутренние социальные пружины гражданской войны в СССР, чтобы зритель мог понять, что все эти, по-своему «честные» Серафимы и всякие приват-доценты, оказались вышибленными из России не по капризу большевиков, а потому, что они сидели на шее у народа (несмотря на свою «честность»), что большевики, изгоняя вон этих «честных» сторонников эксплуатации, осуществляли волю рабочих и крестьян и поступали поэтому совершенно правильно.— Из письма Сталина «Ответ Билль-Белоцерковскому» от 2 февраля 1929 года

## Постановки
- В 1928—1929 гг. во МХАТе под руководством Немировича-Данченко проводились репетиции пьесы. Предполагался следующий состав исполнителей: Алла Тарасова — Серафима, Марк Прудкин и Михаил Яншин — Голубков, Василий Качалов — Чарнота, Ольга Андровская — Люська, Николай Хмелёв — Хлудов, Владимир Ершов — Корзухин, Юрий Завадский и Борис Малолетков — главнокомандующий, Владимир Синицын — Тихий, Иван Москвин и Михаил Кедров — Африкан. Ставил пьесу И. Я. Судаков при участии Н. Н. Литовцевой, музыка Л. К. Книппера, художник И. М. Рабинович. Однако при Сталине пьеса была запрещена.
- Премьера пьесы состоялась в Сталинградском театре 29 марта 1957 года.
- 1959 год — пьеса поставлена в Ленинградском Академическом театре драмы имени А. С. Пушкина Леонидом Вивьеном. В спектакле играли Владимир Честноков (Голубков), Юрий Толубеев (Чарнота), Николай Черкасов (Хлудов). Работа Н. К. Черкасова многими критиками отмечалась как выдающееся достижение актёра.
- 1966—1967 гг. — «Бег» поставлен в Московском театре имени М. Н. Ермоловой Андреем Гончаровым. В спектакле играли Софья Павлова (Серафима), Владимир Андреев (Голубков), Леонид Галлис (Чарнота), Валерия Разинкова (Люська). Роль Хлудова блестяще играл Иван Соловьёв.
- В 1970 году пьеса была экранизирована режиссёрами А. А. Аловым и В. Н. Наумовым. Роли исполнили: Людмила Савельева (Серафима), Алексей Баталов (Голубков), Михаил Ульянов (Чарнота), Владислав Дворжецкий (Хлудов), Евгений Евстигнеев (Корзухин).
- 1977 год — премьера «Бега» в Московском театре Сатиры. Режиссёр Валентин Плучек. В ролях: Валентина Шарыкина (Серафима), Юрий Васильев (Голубков), Спартак Мишулин (Чарнота), Татьяна Ицыкович (Васильева) (Люська), Георгий Менглет (Корзухин), Анатолий Папанов (Хлудов).
- В 1980 году пьеса была поставлена в Московском театре им. Маяковского. Поставил спектакль Андрей Гончаров. Играли: Светлана Немоляева (Серафима), Анатолий Ромашин (Голубков), Евгений Лазарев (Чарнота), Наталья Гундарева (Люська), Владимир Самойлов (Корзухин), Александр Лазарев и Армен Джигарханян (Хлудов).
- В 2003 году пьеса была поставлена в Театре под руководством Олега Табакова (постановка режиссёра Елены Невежиной)[5].
- В 2010 году пьеса была поставлена в Магнитогорском драматическом театре им. А. С. Пушкина режиссёром Мариной Глуховской.
- В 2010 году в Московском государственном академическом Камерном музыкальном театре имени Б. А. Покровского состоялась премьера оперы «Бег», созданной на основе пьесы композитором Николаем Сидельниковым[6].
- В 2011 году пьеса была поставлена в Омском академическом театре драмы главным режиссёром театра Георгием Зурабовичем Цхвирава.
- В 2014 году пьеса была поставлена в Молодёжном театре Алтая им. В. С. Золотухина режиссёром Юрием Ядровским[7].
- 2015 год — «Бег», совместный проект Театра им. Е. Вахтангова и Открытого фестиваля искусств «Черешневый лес». Режиссёр Юрий Бутусов[8].[9].
- 2015—2016 гг. — 8 и 22 декабря состоялась премьера спектакля «Бег» на Большой сцене театра «Содружество актёров Таганки» (Театр под руководством Николая Губенко), режиссёрский дебют Марии Федосовой.
- 2013 — наст. время — спектакль в Театре-студии «Белый шар»; поставлен Павлом Любимцевым и первоначально являлся дипломным спектаклем Театрального Института имени Б. Щукина. Исполнитель роли Хлудова Сергей Беляев удостоен за неё Премии «Золотой лист» (2013).
- 2019 — наст.время — спектакль в МХТ им. А. П. Чехова, режиссер — Сергей Женовач. Премьера состоялась 15 мая 2019 года, в день рождения автора пьесы писателя Михаила Булгакова.
- 2023 — наст.время — спектакль в Ленкоме Марка Захарова, режиссер — Александр Лазарев. Премьера состоялась 5 февраля 2023 года.
- 2023 — наст. время — спектакль «Булгаков. Сны. Бег.» — Краснодарский театр «Гелиос», режиссер — Екатерина Константинова. Постановочная группа — Эдуард Степанян, Дмитрий Попович. Премьера состоялась 21 мая 2023 года.
- 2024 - настоящее время - спектакль "8 снов." Малый драматический театр Европы им. Л.А. Додина. Реж. Я.М. Тумина. Премьера состоялась 16 октября 2024